# 1780 في الولايات المتحدة
فيما يلي قوائم الأحداث التي وقعت خلال عام 1780 في الولايات المتحدة.

## الأحداث

### يناير– مارس
- 16 يناير الحرب الثورية الأمريكية معركة كيب سانت فنسنت: الأدميرال السير جورج رودني يهزم الأسطول الإسباني.
- 3 فبراير الحرب الثورية الأمريكية: معركة يونغ هاوس.
- 1 مارس بنسلفانيا أول ولاية أمريكية تلغي العبودية.
- 29 مارس–12 مايو الحرب الثورية الأمريكية: حصار تشارلستون

## المواليد
- 14 يناير هنري بالدوين، سياسي (توفي عام 1827).
- 30 يناير إسرائيل بيكنز، عضو مجلس الشيوخ الأمريكي عن ولاية ألاباما من 1821 إلى 1825 (توفي عام 1827).
- 19 فبراير ريتشارد مكارتي، سياسي (توفي عام 1844).
- 6 مارس لوسي بارنزالدينية الكاتب (توفي عام 1809)
- 20 مارس توماس ميتكالف، عضو مجلس الشيوخ الأمريكي عن ولاية كنتاكي من عام 1848 إلى 1849 (توفي عام 1855).
- 25 مارس جوزيف ريتنر، سياسي (توفي عام 1869).
- 4 أبريل إدوارد هيكس، رسام (توفي عام 1849).
- 7 أبريل وليام إليري تشانينج، (توفي عام 1842).
- 1 مايو جون ماكينلي، عضو مجلس الشيوخ الأمريكي عن ولاية ألاباما من 1826 إلى 1831 (توفي عام 1852).
- 21 يونيو مارتن هاردين، عضو مجلس الشيوخ الأمريكي عن ولاية كنتاكي من 1816 إلى 1817 (توفي عام 1823).
- 9 يوليو إفرايم بيتمان، عضو مجلس الشيوخ الأمريكي عن ولاية نيو جيرسي من 1826 إلى 1829 (توفي عام 1829).
- 20 أغسطس وليام وودبريدج، محافظ ميشيغان منذ عام 1840 إلى 1841 (توفي عام 1861).
- 29 أغسطس ريتشارد راش، النائب العام الأمريكي في عهد جيمس ماديسون، ووزير الخزانة الأمريكي في عهد جون س. آدمز (توفي عام 1859).
- 8 سبتمبر جورج تروب، عضو مجلس الشيوخ الأمريكي عن ولاية جورجيا من 1816 إلى 1818 ومن 1829 إلى 1833 (توفي عام 1856).
- 17 أكتوبر ريتشارد مينتور جونسون، عضو مجلس الشيوخ الأمريكي عن ولاية كنتاكي من عام 1819 إلى عام 1829 وتاسع نائب رئيس الولايات المتحدة من عام 1837 إلى 1841 (توفي عام 1850).
- 22 أكتوبر جون فورسيث، عضو مجلس الشيوخ الأمريكي عن ولاية جورجيا من 1818 1819 ومن 1829 إلى عام 1834 (توفي عام 1841).
- 25 أكتوبر فريمان ووكر، عضو مجلس الشيوخ الأمريكي عن ولاية جورجيا من عام 1819 إلى 1821 (توفي عام 1827).

## وفيات
- 31 يناير جوناثان كارفر [الإنجليزية]، مستكشف (ولد 1710).
- 2 أكتوبر جون أندريه، ضابط في الجيش البريطاني شنق كجاسوس من قبل الجيش القاري خلال حرب الاستقلال الأمريكية (ولد عام 1750 في بريطانيا العظمى).